# Jevargi
Jevargi é uma panchayat (vila) no distrito de Gulbarga, no estado indiano de Karnataka.

## Geografia
Jevargi está localizada a 17° 01′ N, 76° 46′ L. Tem uma altitude média de 393 metros (1289 pés).

## Demografia
Segundo o censo de 2001, Jevargi tinha uma população de 19 174 habitantes. Os indivíduos do sexo masculino constituem 51% da população e os do sexo feminino 49%. Jevargi tem uma taxa de literacia de 53%, inferior à média nacional de 59,5%: a literacia no sexo masculino é de 63% e no sexo feminino é de 43%. Em Jevargi, 17% da população está abaixo dos 6 anos de idade.